# Torneo Promoción Pre-Intermedia 2014
El Torneo Promoción Pre-Intermedia 2014 del fútbol de la tercera categoría del fútbol paraguayo, fue la cuarta edición de la Primera B Nacional, organizado por la Unión del Fútbol del Interior y fue inaugurado el 16 de agosto en el Estadio Parques del Guairá de la ciudad de Villarrica. 
Se decidió que desde 2014 el campeonato se disputará con su nombre oficial solo en los años impares, pues en los años pares se llamará Promoción a la Intermedia y otorgará solo media plaza para la división superior (es decir, el derecho a competir contra el subcampeón de la Primera B por el ascenso).

## Primera fase
Los 6 equipos fueron divididos en 2 grupos de 3 equipos. Esta fase se jugó con el sistema de todos contra todos, a dos ruedas, además, en cada fecha los equipos que quedaban libres de cada grupo se enfrentarían entre sí. Los dos mejores equipos ubicados en cada grupo clasificarían a la segunda fase.
|  | Clasifican 2 por grupo. |

### Grupo A
| Equipo             | Pts | PJ | PG | PE | PP | GF | GC | DG  |
| ------------------ | --- | -- | -- | -- | -- | -- | -- | --- |
| Sportivo 2 de Mayo | 15  | 6  | 5  | 0  | 1  | 8  | 2  | 6   |
| Ovetense           | 10  | 6  | 3  | 1  | 2  | 10 | 5  | 5   |
| Choré Central      | 0   | 6  | 0  | 0  | 6  | 3  | 18 | -15 |

| Fecha                          | Lugar                | Local              | Resultado | Visitante          |
| ------------------------------ | -------------------- | ------------------ | --------- | ------------------ |
| 17 de agosto                   | Pedro Juan Caballero | Sportivo 2 de Mayo | 1:0       | Choré Central      |
| 17 de agosto (Intergrupal)     | Encarnación          | 22 de Setiembre    | 0:0       | Ovetense           |
| 24 de agosto                   | Coronel Oviedo       | Ovetense           | 6:0       | Choré Central      |
| 24 de agosto (Intergrupal)     | Atyrá                | 4 de Octubre       | 1:0       | Sportivo 2 de Mayo |
| 30 de agosto                   | Pedro Juan Caballero | Sportivo 2 de Mayo | 2:0       | Ovetense           |
| 30 de agosto (Intergrupal)     | Villarrica           | Liga Guaireña      | 2:0       | Choré Central      |
| 5 de septiembre                | Pedro Juan Caballero | Sportivo 2 de Mayo | 3:2       | Choré Central      |
| 7 de setiembre (Intergrupal)   | Coronel Oviedo       | Ovetense           | 2:1       | 22 de Setiembre    |
| 13 de setiembre (Intergrupal)  | Pedro Juan Caballero | Sportivo 2 de Mayo | 1:0       | 4 de Octubre       |
| 14 de septiembre               | Choré                | Choré Central      | 1:2       | Ovetense           |
| 21 de septiembre               | Coronel Oviedo       | Ovetense           | 0:1       | Sportivo 2 de Mayo |
| 21 de septiembre (Intergrupal) | Choré                | Choré Central      | 0:4       | Liga Guaireña      |

### Grupo B
| Equipo          | Pts | PJ | PG | PE | PP | GF | GC | DG |
| --------------- | --- | -- | -- | -- | -- | -- | -- | -- |
| 4 de Octubre    | 10  | 6  | 3  | 1  | 1  | 5  | 6  | -1 |
| Guaireña        | 9   | 6  | 3  | 0  | 3  | 12 | 4  | 8  |
| 22 de Setiembre | 8   | 6  | 2  | 2  | 2  | 6  | 7  | -1 |

| Fecha                          | Lugar                | Local              | Resultado | Visitante          |
| ------------------------------ | -------------------- | ------------------ | --------- | ------------------ |
| 28 de julio                    | Villarrica           | Liga Guaireña      | 1:2       | 4 de Octubre       |
| 17 de agosto (Intergrupal)     | Encarnación          | 22 de Septiembre   | 0:0       | Ovetense           |
| 24 de agosto                   | Encarnación          | 22 de Septiembre   | 2:1       | Liga Guaireña      |
| 24 de agosto (Intergrupal)     | Atyrá                | 4 de Octubre       | 1:0       | Sportivo 2 de Mayo |
| 30 de agosto                   | Atyrá                | 4 de Octubre       | 1:1       | 22 de Septiembre   |
| 30 de agosto (Intergrupal)     | Villarrica           | Liga Guaireña      | 2:0       | Choré Central      |
| 7 de septiembre (Intergrupal)  | Coronel Oviedo       | Ovetense           | 2:1       | 22 de Septiembre   |
| 7 de septiembre                | Atyrá                | 4 de Octubre       | 1:0       | Liga Guaireña      |
| 14 de septiembre               | Villarrica           | Liga Guaireña      | 4:0       | 22 de Septiembre   |
| 13 de septiembre (Intergrupal) | Pedro Juan Caballero | Sportivo 2 de Mayo | 1:0       | 4 de Octubre       |
| 21 de septiembre               | Encarnación          | 22 de Septiembre   | 3:0       | 4 de Octubre       |
| 21 de septiembre (Intergrupal) | Choré                | Choré Central      | 0:4       | Liga Guaireña      |

## Segunda fase
En esta fase se medieron al primero del Grupo A con el segundo del Grupo B y viceversa. Los juegos fueron de ida y vuelta, previéndose los penales en los casos de igualdad en puntos al cabo de las revanchas, sin tener en cuenta la diferencia de goles.
|  | Semifinales   | Semifinales | Semifinales   | Semifinales |   |               | Final | Final | Final | Final |  |
|  |               |             |               |             |   |               |       |       |       |       |  |
|  |               |             |               |             |   |               |       |       |       |       |  |
|  | 2 de Mayo     | 0           | 2             | 2 (3)       |   |               |       |       |       |       |  |
|  | 2 de Mayo     | 0           | 2             | 2 (3)       |   |               |       |       |       |       |  |
|  | Liga Guaireña | 1           | 1             | 2 (4)       |   |               |       |       |       |       |  |
|  | Liga Guaireña | 1           | 1             | 2 (4)       |   | Liga Guaireña | 1     | 0     | 1 (2) |       |  |
|  |               |             |               |             |   | Liga Guaireña | 1     | 0     | 1 (2) |       |  |
|  |               |             | Liga Ovetense | 1           | 0 | 1 (4)         |       |       |       |       |  |
|  | 4 de Octubre  | 0           | Liga Ovetense | 1           | 0 | 1 (4)         | 1     | 1 (4) |       |       |  |
|  | 4 de Octubre  | 0           |               |             |   |               | 1     | 1 (4) |       |       |  |
|  | Liga Ovetense | 1           | 0             | 1 (5)       |   |               |       |       |       |       |  |
|  | Liga Ovetense | 1           | 0             | 1 (5)       |   |               |       |       |       |       |  |
|  |               |             |               |             |   |               |       |       |       |       |  |

- Nota: En cada llave, el equipo ubicado en la primera línea es el que ejerce la localía en el partido de vuelta.

### Semifinales
| Fecha            | Ciudad               | Local              | Resultado    | Visitante          |
| ---------------- | -------------------- | ------------------ | ------------ | ------------------ |
| 28 de septiembre | Villarrica           | Liga Guaireña      | 1:0          | Sportivo 2 de Mayo |
| 5 de octubre     | Pedro Juan Caballero | Sportivo 2 de Mayo | 2:1, P (3:4) | Liga Guaireña      |
| 28 de septiembre | Coronel Oviedo       | Ovetense           | 1:0          | 4 de Octubre       |
| 5 de octubre     | Atyrá                | 4 de Octubre       | 1:0, P (4:5) | Ovetense           |

### Final
| Fecha         | Ciudad         | Local         | Resultado    | Visitante     |
| ------------- | -------------- | ------------- | ------------ | ------------- |
| 12 de octubre | Coronel Oviedo | Ovetense      | 1:1          | Liga Guaireña |
| 19 de octubre | Villarrica     | Liga Guaireña | 0:0, P (2:4) | Ovetense      |

## Campeón
| Campeón Ovetense 1.er título |

## Repechaje por ascenso
Tras culminar el torneo, el club campeón jugó partidos de ida y vuelta contra el subcampeón de la Primera B para definir el ascenso a la División Intermedia.
| 2 de noviembre de 2014 | Ovetense | 0 vs 0 | Fernando de la Mora | Estadio Ovetenses Unidos, Coronel Oviedo |  |

| 9 de noviembre de 2014 | Fernando de la Mora | 3 vs 0 | Ovetense | Estadio Emiliano Ghezzi, Asunción |  |